# Good To Go Lover (dal)
A Good To Go Lover című dal az amerikai Gwen Guthrie 1986-ban megjelent kislemeze az azonos címet viselő albumról. A dal csupán az angol kislemezlistára jutott fel, ott is a 37. helyen végzett.

## Megjelenések
12"  Polydor – POSPX 841
- A	Good To Go Lover (Full Length Version) Written-By – B. Hagans, G. Guthrie
- B1	Outside In The Rain (Extended Remix) Remix – Larry Levan,  Written-By – B. Jackson, D. Conley, D. Townsend, J. Thompson
- B2	Outside In The Rain (Instrumental) Written-By – B. Jackson, D. Conley, D. Townsend, J. Thompson

## Slágerlista
| 1986 | Good To Go Lover | - | 37 | - |